# مركز فرانك أروين
مركز فرانك أروين (بالإنجليزية: Frank Erwin Center)‏ كانت ساحة متعددة الأغراض تقع في حرم جامعة تكساس في أوستن في أوستن، تكساس، الولايات المتحدة.